# Lijst van voetbalinterlands Bulgarije - Kazachstan
Deze lijst van voetbalinterlands is een overzicht van alle officiële voetbalwedstrijden tussen de nationale teams van Bulgarije en Kazachstan. De landen hebben tot op heden twee keer tegen elkaar gespeeld. De eerste ontmoeting, een vriendschappelijke wedstrijd, werd gespeeld in Astana op 4 juni 2013. Het laatste duel, eveneens een vriendschappelijke wedstrijd, vond plaats op 26 maart 2018 in Felcsút (Hongarije).

## Wedstrijden
| № | Plaats  | Datum         | Competitie        | Wedstrijd              | Uitslag |
| - | ------- | ------------- | ----------------- | ---------------------- | ------- |
| 1 | Astana  | 4 juni 2013   | Vriendschappelijk | Kazachstan − Bulgarije | 1 − 2   |
| 2 | Felcsút | 26 maart 2018 | Vriendschappelijk | Bulgarije − Kazachstan | 2 − 1   |

## Samenvatting
| Competitie        | Totaal gespeeld | Winst Bulgarije | Gelijk | Winst Kazachstan | Doelsaldo Bulgarije – Kazachstan |
| ----------------- | --------------- | --------------- | ------ | ---------------- | -------------------------------- |
| Vriendschappelijk | 2               | 2               | 0      | 0                | 4 − 2                            |
| Totaal            | 2               | 2               | 0      | 0                | 4 − 2                            |

Wedstrijden bepaald door strafschoppen worden, in lijn met de FIFA, als een gelijkspel gerekend.